# Trofeo Laigueglia 2019
La 56.ª edición de la clásica ciclista Trofeo Laigueglia fue una carrera en Italia que se celebró el 17 de febrero de 2019 sobre un recorrido de 203,7 kilómetros con inicio y final en la ciudad de Laigueglia.
La carrera hizo parte del UCI Europe Tour 2019, dentro de la categoría 1.HC.
La carrera fue ganada por el corredor italiano Simone Velasco del equipo Neri Sottoli-Selle Italia-KTM, en segundo lugar Nicola Bagioli (Nippo-Vini Fantini-Faizanè) y en tercer lugar Matteo Sobrero (Selección Italia).

## Equipos participantes
Tomaron parte en la carrera 20 equipos: 2 de categoría UCI WorldTeam; 8 de categoría Profesional Continental; 9 de categoría Continental; y la selección nacional de Italia. Formando así un pelotón de 136 ciclistas de los que acabaron 73. Los equipos participantes fueron:
| WorldTeams (2)- AG2R La Mondiale - Groupama-FDJ Equipos continentales profesionales (8)- Androni Giocattoli-Sidermec - Arkéa-Samsic - Bardiani CSF - Gazprom-RusVelo - Israel Cycling Academy - Neri Sottoli-Selle Italia-KTM - Nippo Vini Fantini Faizanè - Riwal Readynez Equipos continentales (9)- Amore & Vita-Prodir - Petroli Firenze-Maserati-Hopplà - Biesse Carrera Gavardo - Team Colpack - D'Amico UM Tools - Cycling Team Friuli - Giotti Victoria-Palomar - Iseo Serrature-Rime-Carnovali - Sangemini-Trevigiani-MG.Kvis Equipo nacional- Italia |
| |

## Clasificación final
- Las clasificaciones finalizaron de la siguiente forma:[4]

| \| Clasificación general \| Clasificación general \| Clasificación general \| Clasificación general \| Clasificación general \| \| Ciclista \| Ciclista \| Equipo \| Tiempo \| \| \| --------------------- \| --------------------- \| ----------------------------- \| --------------------- \| --------------------- \| \| 1.º \| Simone Velasco \| Neri Sottoli-Selle Italia-KTM \| 5 h 10 min 21 s \| \| \| 2.º \| Nicola Bagioli \| Nippo-Vini Fantini-Faizanè \| + 42 s \| \| \| 3.º \| Matteo Sobrero \| Italia \| + 42 s \| \| \| 4.º \| Francesco Gavazzi \| Androni Giocattoli-Sidermec \| + 42 s \| \| \| 5.º \| Nans Peters \| AG2R La Mondiale \| + 42 s \| \| \| 6.º \| Giulio Ciccone \| Italia \| + 42 s \| \| \| 7.º \| Kilian Frankiny \| Groupama-FDJ \| + 42 s \| \| \| 8.º \| Ildar Arslanov \| Gazprom-RusVelo \| + 42 s \| \| \| 9.º \| François Bidard \| AG2R La Mondiale \| + 42 s \| \| \| 10.º \| Davide Cimolai \| Israel Cycling Academy \| + 1 min 18 s \| \| \| 11.º \| Giovanni Visconti \| Neri Sottoli-Selle Italia-KTM \| + 1 min 18 s \| \| \| 12.º \| Kristian Sbaragli \| Israel Cycling Academy \| + 1 min 18 s \| \| \| 13.º \| Romain Hardy \| Arkéa-Samsic \| + 1 min 18 s \| \| \| 14.º \| Iván Rovni \| Gazprom-RusVelo \| + 1 min 18 s \| \| \| 15.º \| Marco Canola \| Nippo-Vini Fantini-Faizanè \| + 1 min 18 s \| \| |                   |                               |                 |
| |                   |                               |                 |
| Fuente: ProCyclingStats |                   |                               |                 |
| Clasificación general |                   |                               |                 |
| Ciclista | Ciclista          | Equipo                        | Tiempo          |
| 1.º | Simone Velasco    | Neri Sottoli-Selle Italia-KTM | 5 h 10 min 21 s |
| 2.º | Nicola Bagioli    | Nippo-Vini Fantini-Faizanè    | + 42 s          |
| 3.º | Matteo Sobrero    | Italia                        | + 42 s          |
| 4.º | Francesco Gavazzi | Androni Giocattoli-Sidermec   | + 42 s          |
| 5.º | Nans Peters       | AG2R La Mondiale              | + 42 s          |
| 6.º | Giulio Ciccone    | Italia                        | + 42 s          |
| 7.º | Kilian Frankiny   | Groupama-FDJ                  | + 42 s          |
| 8.º | Ildar Arslanov    | Gazprom-RusVelo               | + 42 s          |
| 9.º | François Bidard   | AG2R La Mondiale              | + 42 s          |
| 10.º | Davide Cimolai    | Israel Cycling Academy        | + 1 min 18 s    |
| 11.º | Giovanni Visconti | Neri Sottoli-Selle Italia-KTM | + 1 min 18 s    |
| 12.º | Kristian Sbaragli | Israel Cycling Academy        | + 1 min 18 s    |
| 13.º | Romain Hardy      | Arkéa-Samsic                  | + 1 min 18 s    |
| 14.º | Iván Rovni        | Gazprom-RusVelo               | + 1 min 18 s    |
| 15.º | Marco Canola      | Nippo-Vini Fantini-Faizanè    | + 1 min 18 s    |

## UCI World Ranking
El Trofeo Laigueglia otorgó puntos para el UCI World Ranking para corredores de los equipos en las categorías UCI WorldTeam, Profesional Continental y Equipos Continentales. Las siguientes tablas son el baremo de puntuación y los 10 corredores que obtuvieron más puntos:
| Posición              | 1.º | 2.º | 3.º | 4.º | 5.º | 6.º | 7.º | 8.º | 9.º | 10.º | 11.ª | 12.ª | 13.ª | 14.ª | 15.ª | 16.ª-29.ª | 31.ª-40.ª |
| Clasificación general | 200 | 150 | 125 | 100 | 85  | 70  | 60  | 50  | 40  | 35   | 30   | 25   | 20   | 15   | 10   | 5         | 3         |

| Clasificación |                   |                               |         |
| Posición      | Ciclista          | Equipo                        | General |
| ------------- | ----------------- | ----------------------------- | ------- |
| 1.º           | Simone Velasco    | Neri Sottoli-Selle Italia-KTM | 200     |
| 2.º           | Nicola Bagioli    | Nippo-Vini Fantini-Faizanè    | 150     |
| 3.º           | Matteo Sobrero    | Italia                        | 125     |
| 4.º           | Francesco Gavazzi | Androni Giocattoli-Sidermec   | 100     |
| 5.º           | Nans Peters       | AG2R La Mondiale              | 85      |
| 6.º           | Giulio Ciccone    | Italia                        | 70      |
| 7.º           | Kilian Frankiny   | Groupama-FDJ                  | 60      |
| 8.º           | Ildar Arslanov    | Gazprom-RusVelo               | 50      |
| 9.º           | François Bidard   | AG2R La Mondiale              | 40      |
| 10.º          | Davide Cimolai    | Israel Cycling Academy        | 35      |